# Dendrophylax porrectus
Dendrophylax porrectus é uma espécie de orquídea, família Orchidaceae, que existe na Flórida, México, El Salvador, Guatemala, Cuba, Porto Rico e Ilhas Leeward, onde cresce em áreas bastante úmidas e abafadas. Trata-se de planta epífita, monopodial, com caule insignificante e efêmeras folhas rudimentares, com inflorescências racemosas que brotam diretamente de um nódulo na base de suas raízes. As flores têm um longo nectário na parte de trás do labelo.

## Publicação e sinônimos
- Dendrophylax porrectus (Rchb.f.) Carlsward & Whitten, Int. J. Pl. Sci. 164: 51 (2003).

Sinônimos homotípicos:
- Aeranthes porrecta Rchb.f., Flora 48: 279 (1865).
- Campylocentrum porrectum (Rchb.f.) Rolfe, Orchid Rev. 11: 247 (1903).
- Harrisella porrecta (Rchb.f.) Fawc. & Rendle, J. Bot. 47: 266 (1909).

Sinônimos heterotípicos:
- Harrisella amesiana Cogn. in I.Urban, Symb. Antill. 6: 687 (1910).
- Harrisella uniflora H.Dietr., Orchidee (Hamburg) 33: 18 (1982).